# Atarba (Atarba) brevissima
Atarba (Atarba) brevissima is een tweevleugelige uit de familie steltmuggen (Limoniidae). De soort komt voor in het Neotropisch gebied.